# Палтин (Брашов)
Палтин (рум. Paltin) насеље је у Румунији у округу Брашов у општини Шинка Ноуа. Oпштина се налази на надморској висини од 623 m.

## Становништво
Према подацима из 2002. године у насељу је живело 160 становника, од којих су сви румунске националности.